# Дървени църкви в Марамуреш
Дървените църкви в Марамуреш се намират в област Марамуреш, част от Северна Трансилвания. Те представляват група от 100 православни църкви, а част от тях са гръкокатолически. Църквите са от различни периоди и построени в различни архитектурни стилове. Църквите в Марамуреш са високи дървени конструкции с особени високи, тесни камбанарии в западния край на сградата. Те са особен израз на културния пейзаж на този планински регион в Северна Румъния.
Марамуреш е един от трите добре познати региона в Румънияя с автономни традиции от Средновековието, но все още не е достатъчно посещаван. Неговите добре запазени дървени селища и църкви, традиционния начин на живот и местните цветни дрехи все още се носят и правят Марамуреш почти жив музей под небето, който може да бъде открит в Европа.
Дървени църкви в региона са строени от XVII до XIX. Някои са издигнати върху останките на по-стари църкви. Това е поради забраната от страна на католическите австро-унгарски власти да се издигат каменни православни църкви. Църквите са направени от дебели трупи, като някои църкви са изключително малки и тъмни вътре, но други впечатляват с размерите си. Те са изрисувани с по-скоро „наивни“ библейски сцени, преобладаващо от местни зографи. Най-характерните черти са висока камбанария, разположена над входа и масивен покрив, който скрива останалата част на църквата.
През 1999 г. на 23 сесия на ЮНЕСКО 8 от църквите са вписани в списъка на Световното културно наследство заради тяхната религиозна архитектура и традиции в областта на дървената конструкция. Те са включени по критерий iv в списъка поради: „Дървените църкви в Марамуреш са изключителен пример за народна религиозна архитектура, произлизаща от обмена на православни религиозни традиции и готически влияния в специфична народна интерпретация на традициите на дървената конструкция, така показвайки високо ниво на художествена зрялост и занаятчийски умения“.
В списъка са вписани църквите в Бърсана, Будещи, Десещи, Йеуд, Плопиш, Пойениле Изеи, Рогоз и Шурдещи.

## Описание
След Втората световна война исторически регион Марамуреш е разделен меду Румъния и Украйна (Закарпатска област) и едно от местата, където не е прекъсната традиционната дървена сграда и е оцеляло богато наследство от дървени конструкции. Традициите да се строят дървени църкви в централните и южни части на Марамуреш могат да бъдат проследени до началото на XVI век до края на XVIII век.
В Марамуреш днес има почти 100 дървени църкви, които все още стоят, а около една трета от тях още от преди 2 века. Освен запазените дървени църкви, главният източник на знание е запазен в очите на редица практикуващи дърводелци със съответните знания и умения в традиционното дърводелство.
От Средновековието до края на XVIII век уменията, знанията и опита да се строят достатъчно добри дървени структури с равни и добре уплътнени стени, както и с изравнени фуги са извън обичайните. Занаятчиите от Марамуреш, които могат да постигнат такова ниво на познание не са били прости селяни, а добре изучили се и специализирани дърводелци в строенето на дървени църкви, които наследяват и поддържат тези задълбочени познания за изграждане почти и само изключително на храмове.
Доколкото местната традиция да се издигат дървени църкви зависи от тези, които ги строя и използват, важно е да се идентифицират местните строители и създатели. По-ранното неясно разделение между тях замъглява различните им роли в оформянето на дървените църкви и скрива от нас доброто разбиране на тези резултати.
Запазените дървени църкви в Марамуреш разкриват съществуването през XVII и XVIII век на поне две главни семейни школи от църковни дърводелци. Налице са допълнителни разграничени три главни линии и редица по-малки, показващи работата на някои от най-важните църковни дърводелци, действащи в областта и в някои случаи дори смени между поколенията. Като цяло църковните дърводелци са за техническото изпълнение, високото качество на работата с дърво и артистичния финес.
В дългосрочен план, истинските създатели на местните дървени църкви са били действителните основатели. Особено ролята на благородните основатели на източния християнски обред е решаваща за създаването на местен характер на дървените църкви. Дървените църкви в Марамуреш са добро отражение на местното общество, състоящо се от скромни земевладелци, които няколко столетия стоят между източното християнство и западната аристокрация.

## Галерия
- Църква „Будещи Йошани“
- Църква „Калинещи Кайени“
- Църква „Корнещи“
- Църква Харничещи
- Църква Йеуд Шес
- Църква Ботица
- Църква Розавлея
- Църква в Бърсана
- Църква „Ончещи“